# 小坂村 (福島県)
小坂村（こさかむら）は福島県伊達郡にあった村。現在の国見町北西部にあたる。

## 地理
- 山：馬頭山

## 歴史
- 1889年（明治22年）4月1日 - 町村制の施行により、小坂村、内谷村、鳥取村、泉田村の区域をもって発足。
- 1954年（昭和29年）3月31日 - 藤田町・大木戸村・森江野村・大枝村と合併し、国見町が発足。同日小坂村廃止。

## 交通

### 鉄道路線
村域を日本国有鉄道東北本線が通過したが、駅は所在しなかった。また、現在は旧村域を東北新幹線が通過するが、当時は未開業。

### 道路
- 七ヶ宿街道

現在は旧村域に東北自動車道の国見インターチェンジが所在するが、当時は未開通。